# ژولانیخا
ژولانیخا (به لاتین: Zhulanikha) یک منطقهٔ مسکونی در روسیه است که در سرزمین آلتای واقع شده‌است.